# デ・ロイテル級巡洋艦 (2代)
| デ・ロイテル級巡洋艦 | |
|                      | |
| 艦級概観             | |
| 艦種                 | 軽巡洋艦 |
| 前級                 | トロンプ級 |
| 次級                 | - |
| 性能諸元（原計画）   | |
| 排水量               | 基準：8,350トン 満載：10,800トン |
| 全長                 | 185.7m |
| 水線長               | 182.4m |
| 全幅                 | 17.25m |
| 吃水                 | 5.0m |
| 機関                 | ヤーロー式重油専焼水管缶6基 パーソンズ式ギヤード・タービン3基3軸推進                                                                                              |
| 最大出力             | 78,000shp |
| 最大速力             | 32ノット |
| 航続距離             | 12ノット/7,000海里 |
| 燃料                 | 重油：1,750トン |
| 乗員                 | 700名 |
| 兵装                 | ボフォース 15cm（53口径）三連装速射砲2基&同連装速射砲2基 ボフォース 4cm（56口径）連装機関砲6基 12.7mm単装機銃8丁 53.3cm三連装魚雷発射管2基                        |
| 航空兵装             | 水上機2基 |
| 装甲                 | 舷側：75～100mm（水線部） 甲板：20～25mm 主砲塔：100mm（最厚部）                                                                                                  |
| 性能諸元（改設計後） | |
| 排水量               | 基準：9,725トン 満載：11,930トン |
| 全長                 | 187.3m |
| 水線長               | 182.4m |
| 全幅                 | 17.25m |
| 吃水                 | 5.64m |
| 機関                 | ヤーロー式重油専焼水管缶4基 パーソンズ式ギヤード・タービン2基2軸推進                                                                                              |
| 最大出力             | 85,250shp |
| 最大速力             | 32ノット |
| 航続距離             | 12ノット/7,000海里 |
| 燃料                 | 重油：1,750トン |
| 乗員                 | 973名 |
| 兵装                 | ボフォース 15cm（53口径）連装両用砲 4基 ボフォース 5.7cm（60口径）連装機関砲 4基 ボフォース 4cm（56口径）単装機関砲8基 53.3cm三連装魚雷発射管2基                  |
| 兵装(改装後)         | Mk10 GPMS テリア対空ミサイル連装発射機 1基 ボフォース 15cm（53口径）連装両用砲 2基 ボフォース 5.7cm（60口径）連装機関砲 3基 ボフォース 4cm（56口径）単装機関砲4基 |
| 装甲                 | 舷側：50～75mm（水線部） 甲板：20～30mm 主砲塔：100mm（最厚部）                                                                                                   |

デ・ロイテル級巡洋艦 (オランダ語: De Ruyter klasse kruiser) はオランダ海軍の巡洋艦の艦級である。
“デ・ロイテル”の名は英蘭戦争の英雄で17世紀オランダの海軍軍人、ミヒール・デ・ロイテル提督に因み、先代の巡洋艦デ・ロイテルの名を受け継いだものである。計画／起工時の艦名から「デ・ゼーヴェン・プロヴィンシェン級(De Zeven Provinciën klasse) 」もしくは「エーンドラハト級(Eendracht klasse) 」とも呼ばれる(後述)。

## 概要
本級はオランダ海軍が植民地の保護のために建造した巡洋艦である。1938年、スマトラ級巡洋艦の代替として計画され、1939年に起工された。前型の先代「デ・ロイテル」の設計を発展させた、15.2cm速射砲を10門を搭載する、列強海軍の軽巡と比べて遜色のない設計であった。
しかし建造途中の1939年にドイツにより第二次世界大戦が勃発し、1940年にオランダはドイツの侵攻を受けた。本級は建造中の状態で接収され、1番艦はドイツ海軍が練習艦として使うために工事が続けられた。建造ペースは占領下でもありゆっくりとしたものであったが、1944年には進水し、工事はその後中断された。第二次世界大戦末期に連合軍によりオランダが解放されると本級もドックごと奪還され、戦後の混乱が終わると第二次世界大戦の戦訓を取り入れて大幅に設計を変更して工事を再開し、1953年に相次いで就役した。
1960年代前半には2番艦「デ・ゼーヴェン・プロヴィンシェン」のミサイル巡洋艦への改装が実施され、後部主砲塔を撤去して対空ミサイルの連装発射機を装備した。
1番艦「デ・ロイテル」は1973年、2番艦「デ・ゼーヴェン・プロヴィンシェン」は1976年に相次いでペルーに売却され、それぞれ「アルミランテ・グラウ(BAP Almirante Grau (CLM-81)」「アギーレ(BAP Aguirre (CH-84)」として再就役した。

両艦は1980年代に近代化改装を施されるが、1999年に「アギーレ」が退役、2017年9月26日に近年まで現役だったアルミランテ・グラウが退役した。近年までペルー海軍籍にあり、世界の海軍において2017年9月時点でアメリカ海軍（タイコンデロガ級）及びロシア海軍（スラヴァ級 / キーロフ級）以外に唯一在籍する巡洋艦であり、近年まで在籍した唯一の第二次世界大戦終結以前に起工・進水した大型戦闘艦(巡洋艦)であった。

## 艦名について
本級の元々の級名は1番艦として予定されていた艦名よりデ・ゼーヴェン・プロヴィンシェン級 (オランダ語: De Zeven Provinciën klasse) とされる予定であったが、建造中に先代のデ・ロイテルが戦没したためにその名を受け継ぎ、プロヴィンシェンの名は2番艦に廻された。また海防戦艦で同名のデ・ゼーヴェン・プロヴィンシェンが近い時代にまで在籍していたため、当初2番艦の名前に予定されていた艦名にちなみエーンドラハト級 (Eendracht klasse) と呼ばれることもある。
本級はペルー海軍に売却されて再就役した後にも艦名の入れ替えを行っており、時期によって同じ艦が別の艦名で記載されている事があるため注意が必要である。

## 艦形

### 原設計
本級の船体は「デ・ロイテル」に引き続き長船首楼型船体を採用していた。艦首は前方に強く傾斜したクリッパー型の艦首から「ボフォース15cm（53口径）速射砲」を1番主砲塔は3連装砲塔で2番主砲塔は連装砲塔で背負い式で1基ずつ配置した。その背後に司令塔を基部とする塔型艦橋と前部マストが立つ。船体中央部に1本の煙突が立ち、その周囲は艦載艇置き場となっており、煙突の背後は水上機甲板となっていた。艦載艇と水上機は煙突の側面に片舷1基ずつ計2基のクレーンにより運用された。船首楼の後部には後部司令塔と見張り所が設けられ、その側面に53.3cm三連装魚雷発射管が片舷あたり1基ずつ配置された。後部甲板上に前部と同じく3番主砲塔と4番主砲塔が後ろ向きの背負い式配置で1基ずつ配置された。

### 改設計
戦訓により、完成した船体をそのまま流用して15cm自動砲を持つ軽巡洋艦として再設計された。三連装砲塔と連装砲塔を混載していた主砲塔は15cm連装砲塔4基に変更され、艦橋構造は大型化して箱型となり、その背後に大型の前部ラティス型マストが立った。水上機施設は廃止された事により煙突の位置は後ろに下がって煙突をまたぐようにラティス型の後部マストが立つ。従来のボフォース 4cm機関砲に加えて新型のボフォース 5.7cm機関砲が搭載され、連装砲架で2番主砲塔の背後と左右舷側部と3番主砲塔の手前にひし形配置で1基ずつ計4基が配置された。

### 改装後
本級のうち、「デ・ゼーヴェン・プロヴィンシェン」は1962年から1964年にかけてミサイル巡洋艦に改装された。艦尾側の主砲塔群が撤去されて船楼部が艦尾まで延長されて全通型の艦形となり、艦後部には新たにテリア対空ミサイルの連装発射機1基及びその弾薬庫を設置、後部上構のボフォース 5.7cm機関砲架1基を撤去して誘導用レーダー(イルミネーター)2基が搭載された。ボフォース 4cm機関砲のうち前部上構両脇の4門は撤去され、半減している。またテリアミサイルの搭載に伴い後部マストに三次元レーダーを設置すると共にマストの場所を2番煙突の前から後ろに移設し、2番煙突はMACK構造として対空レーダーを搭載した。
「デ・ゼーヴェン・プロヴィンシェン」に装備されたテリアミサイルのランチャーとイルミネーターは、ペルー海軍への売却が決定した後に時に撤去された。そして空いたスペースにはASH-3D シーキング対潜ヘリコプター3機を搭載可能な格納庫と発着甲板が代わって装着され、ヘリコプター巡洋艦に改装された。

## 装備

### 砲熕・水雷兵器
本級の主砲には新設計の「ボフォース 15cm（53口径）自動砲」を採用した。性能的には重量45.8kgの砲弾を、仰角45度で初速900m/秒で撃ち出し最大射程25,969mまで、最大仰角70度で最大射撃高15,250mまで届かせる長射程を持っていた。この新型砲を、新設計の連装砲塔で4基を搭載した。旋回角度は左右150度で主砲身の俯仰・砲塔の旋回・砲弾の揚弾・装填は主に電力で行われ、補助に人力を必要とした。発射速度は毎分15発である。
他に対空兵装としてボフォース社の新製品である「ボフォース 1951年型 5.7cm（60口径）機関砲」を採用していた。重量2.6kgの砲弾を仰角45度で初速900m/秒で撃ち出し最大射程13,000mまで、最大仰角90度で最大射撃高5,500mまで届かせる長射程を持っていた。この新型砲を、新設計の連装砲塔で4基を搭載した。旋回角度は左右360度であったが実際は上部構造物により射界を制限を受けた。主砲身の俯仰・砲塔の旋回・砲弾の揚弾・装填は主に電力で行われ、補助に人力を必要とした。発射速度は毎分120発である。機関砲の補助としてボフォース4cm（56口径）機関砲を単装砲架で8基を搭載した。他に対艦攻撃用に53.3cm魚雷発射管を三連装で片舷1基ずつ計2基を装備した。

### 誘導弾
1962年から1964年にかけて行われた改装では後部の15cm主砲2基と5.7cm機関砲1基、およびそれらの射撃管制装置が撤去され、アメリカより導入したテリア対空ミサイルの連装発射機であるMk.10 GMLS 1基を新設した。Mk.10より発射されるRIM-2ミサイルはセミアクティブ・レーダー・ホーミング誘導方式により37kmの射程を持ち、弾頭重量は525kg。このミサイルは対空目標だけではなく水上目標に対しての発射も可能であった。ミサイルは甲板下の弾庫に予備弾40発を搭載し、発射機の前方の斜状の構造物内にミサイルの揚弾装置と装填機構が備えられていた。

## 同型艦
デ・ロイテル(HNLMS De Ruyter(C801)
スヒーダム造船所にて“デ・ゼーヴェン・プロヴィンシェン”の艦名で1939年9月5日起工、1942年“デ・ロイテル”と改名。1944年12月24日進水、1953年11月18日竣工。1973年1月にペルー海軍に売却され「アルミランテ・グラウ(BAP Almirante Grau (CLM-81)」として就役。2017年9月26日ペルー海軍より退役。
デ・ゼーヴェン・プロヴィンシェン(HNLMS De Zeven Provinciën(C802)
ロッテルダム造船所にて“エーンドラハト”の艦名で1939年5月19日起工、1942年“デ・ゼーヴェン・プロヴィンシェン”と改名。1950年5月22日進水、1953年12月17日竣工。1975年10月にペルー海軍に売却され「アギーレ(BAP Aguirre (CH-84)」として就役。1999年3月21日ペルー海軍より退役。

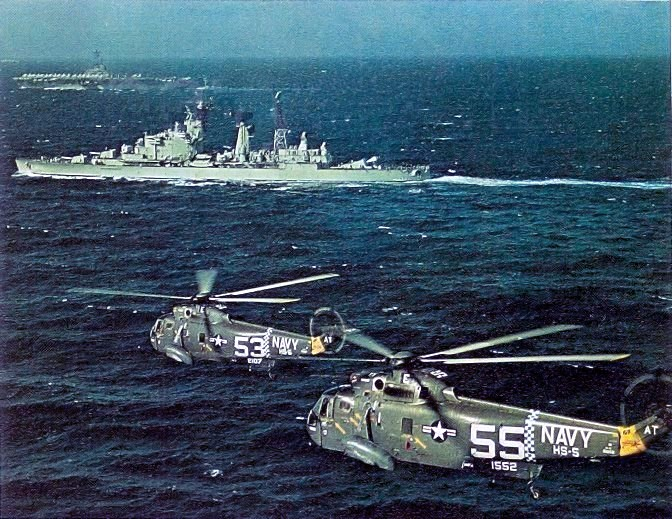
アメリカ海軍と共同演習中のデ・ゼーヴェン・プロヴィンシェン(画像中央の艦) (1967年の撮影)
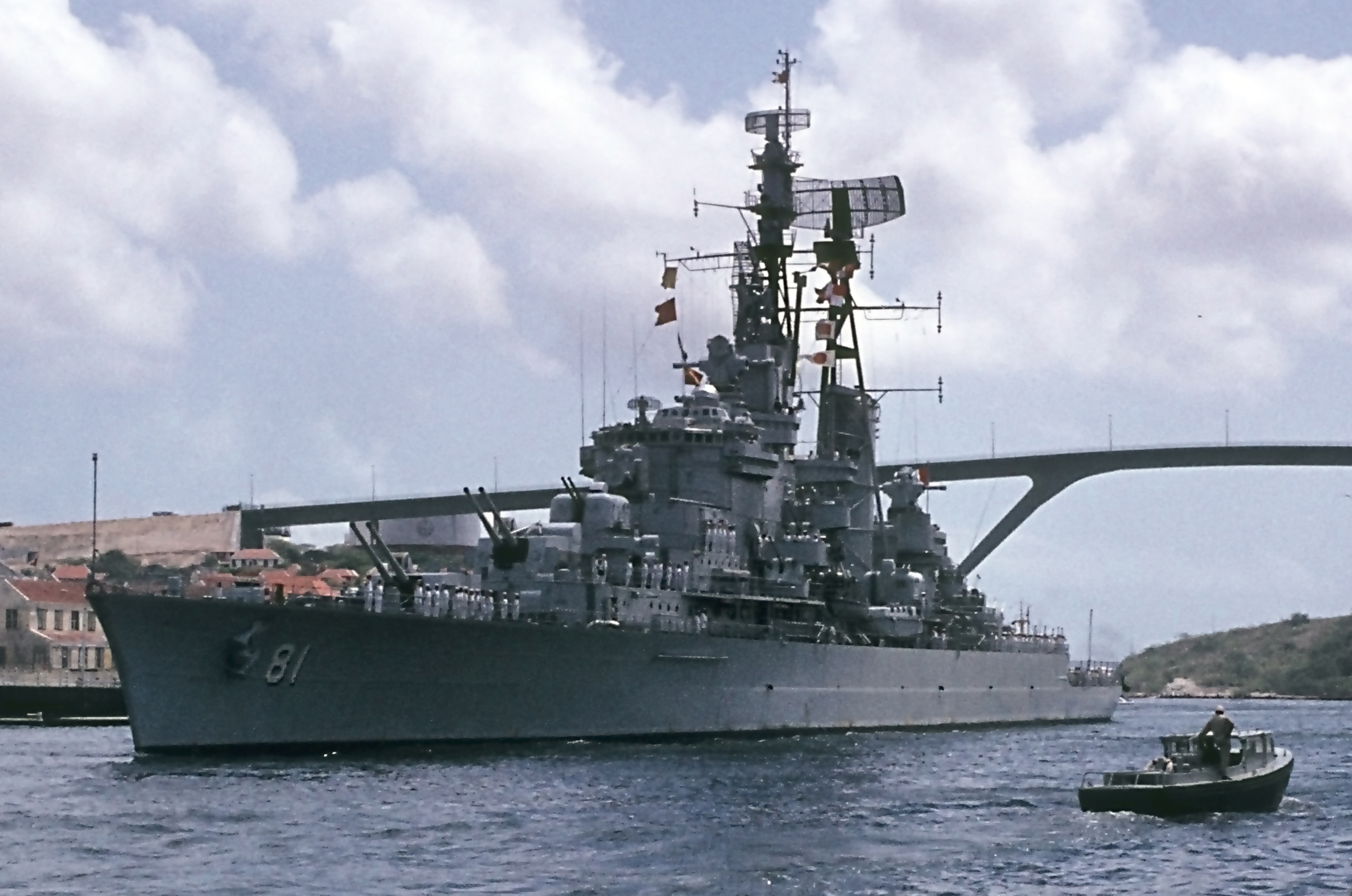
ペルーに売却され“アルミランテ・グラウ”となったデ・ロイテル 1973年7月13日、ペルー海軍に引き渡された直後の撮影

## 参考図書
- 「世界の艦船 1986年1月増刊号 近代巡洋艦史」（海人社）
- 「世界の艦船 2010年1月増刊号 近代巡洋艦史」（海人社）